# رونالد لورانس هيوز
رونالد لورانس هيوز (بالإنجليزية: Ronald Lawrence Hughes)‏ هو عسكري أسترالي، ولد في 17 سبتمبر 1920 في أديلايد في أستراليا، وتوفي في 2 فبراير 2003 في كانبرا في أستراليا.